# Bolivianisches Militärordinariat
Das Bolivianische Militärordinariat (lat.: Ordinariatus Militaris Boliviensis, span.: Obispado Castrense de Bolivia) ist ein Militärordinariat in Bolivien und zuständig für die bolivianischen Streitkräfte.

## Geschichte
Das Militärordinariat in der Präsidialrepublik Bolivien betreut Angehörige der bolivianischen Streitkräfte katholischer Konfessionszugehörigkeit seelsorgerisch. Es wurde durch Papst Johannes XXIII. am 19. März 1961 errichtet. Nach gegenseitigem Beschluss zwischen dem Heiligen Stuhl und der Republik Bolivien befindet sich der Sitz des bolivianischen Militärordinariats in La Paz. Aus der Verlautbarung der päpstlichen Bulle wurde am 26. Juli 1961 der Bischof von Santa Cruz de la Sierra, Luis Aníbal Rodríguez Pardo, als erster Militärbischof von Bolivien (Militär) in sein Amt eingeführt.

## Militärbischöfe
| Nr. | Name                                   | Amt                                                          | von                | bis                |
| --- | -------------------------------------- | ------------------------------------------------------------ | ------------------ | ------------------ |
| 1   | Luis Aníbal Rodríguez Pardo            | Bischof von Santa Cruz de la Sierra                          | 26. Juli 1961      | 30. Juli 1975      |
| 2   | René Fernández Apaza                   | Bischof von Oruro Koadjutorerzbischof / Erzbischof von Sucre | 30. Juli 1975      | 17. Mai 1986       |
| 3   | Mario Lezana Vaca                      | Titularbischof von Basti                                     | 17. Mai 1986       | 14. April 2000     |
| 4   | Gonzalo Ramiro del Castillo Crespo OCD | Weihbischof in La Paz Titularbischof von Themisonium         | 14. April 2000     | 4. April 2012      |
| 5   | Oscar Omar Aparicio Céspedes           |                                                              | 4. April 2012      | 24. September 2014 |
| 6   | Fernando Bascopé Müller SDB            |                                                              | 24. September 2014 | 29. Juni 2022      |

## Statistik
| Jahr | Priester   | Priester           | Priester         | Ständige Diakone | Ordensleute männlich | Pfarreien |
| Jahr | Gesamtzahl | Diözesan- priester | Ordens- priester | Ständige Diakone | Ordensleute männlich | Pfarreien |
| ---- | ---------- | ------------------ | ---------------- | ---------------- | -------------------- | --------- |
| 1999 | 26         | 6                  | 20               |                  | 20                   | 4         |
| 2000 | 38         | 27                 | 11               |                  | 11                   | 4         |
| 2001 | 53         | 32                 | 21               |                  | 21                   | 4         |
| 2002 | 64         | 41                 | 23               |                  | 23                   | 4         |
| 2003 | 55         | 33                 | 22               | 1                | 22                   | 4         |
| 2004 | 55         | 33                 | 22               | 2                | 22                   | 5         |